# Grupa Liego

Przykład grupy Liego: zbiór liczb zespolonych o module 1, z mnożeniem zespolonym jako działaniem grupowym (grupie odpowiada okrąg o środku 0 i promieniu 1 w płaszczyźnie zespolonej)

Grupa Liego – grupa ciągła, tzn. taka że jej elementy można jednoznacznie opisać za pomocą jednego lub większej liczby parametrów rzeczywistych; grupa Liego jest zarazem rozmaitością różniczkową – można w niej wprowadzić np. różniczkowanie po parametrach czy też całkowanie. Z tego względu grupę Liego można traktować jako zbiór z dodatkowymi strukturami rozmaitości różniczkowej i grupy.
Grupy Liego są często spotykane w analizie matematycznej, fizyce i geometrii. Zostały po raz pierwszy wprowadzone przez Norwega Sophusa Liego w 1870 roku do badania równań różniczkowych. Badania te dały podwaliny pod rozwój teorii ciągłych grup.

## Przykłady
(1) Na rysunku obok przedstawiono grupę Liego o 1 parametrze, której elementami są liczby zespolone postaci {\displaystyle z(\phi )=e^{i\phi };} liczby te mają moduł równy 1 – tworzą więc jednocześnie zbiór punktów – okrąg w płaszczyźnie zespolonej.
Z punktu widzenia geometrii zbiór ten jest rozmaitością różniczkową, gdyż można dokonywać operacji różniczkowania; np. definiuje się wektory styczne {\displaystyle {\vec {s}}_{\phi }} do punktów {\displaystyle P(x_{0},y_{0})} okręgu za pomocą pochodnych względem parametru {\displaystyle \phi {:}}
{\displaystyle {\vec {s}}_{\phi }=\left[{\frac {\partial x}{\partial \phi }},{\frac {\partial y}{\partial \phi }},\right]_{\phi =\phi _{0}},}
gdzie {\displaystyle \phi _{0}} to wartości parametru {\displaystyle \phi } wyznaczająca punkt {\displaystyle P(x_{0},y_{0}),} czyli:
{\displaystyle {\begin{cases}{\begin{matrix}x_{0}=x(\phi _{0})\\y_{0}=y(\phi _{0})\end{matrix}}\end{cases}}.}
(2) Grupą Liego jest grupa obrotów w przestrzeni trójwymiarowej, które opisują 3 ciągłe parametry (np. kąty Eulera).
(3) Grupą Liego jest grupa transformacji Lorentza, którą opisuje 6 ciągłych parametrów.
(4) Grupą Liego jest grupa transformacji Poincarégo, którą opisuje 10 ciągłych parametrów.

## Definicja grupy Liego
Grupa Liego to gładka rozmaitość (klasy {\displaystyle C^{\infty }}) skończonego wymiaru, która jest grupą, tj. punkty rozmaitości tworzą grupę, a działanie grupowe (np. mnożenie) i branie elementu odwrotnego są odwzorowaniami gładkimi.
Grupa Liego ma strukturę rozmaitości (np. snop funkcji gładkich lub atlas) i strukturę grupy (czyli działanie, wyróżniony element neutralny itd.)
Zazwyczaj określa się, że grupa Liego musi być rozmaitością rzeczywistą skończonego wymiaru. Istnieje kilka podobnych pojęć.
- Zespolona grupa Liego jest zdefiniowana w ten sam sposób, tyle że zamiast rozmaitości rzeczywistej jest rozmaitość zespolona (przykład: SL(2,C)).
- Nieskończeniewymiarowa grupa Liego to grupa Liego, która jest rozmaitością o nieskończonym wymiarze.

## Algebra Liego powiązana z grupą Liego
Z każdą grupą Liego G możemy powiązać algebrę Liego nad przestrzenią wektorową styczną do przestrzeni G w jedynce (tj. w elemencie neutralnym działania grupowego). Bazę przestrzeni stycznej nazywa się generatorami grupy Liego: każdy element grupy Liego można otrzymać jako exponens odpowiednio dobranej kombinacji linowej generatorów, przy czym generatory danej algebry Liego spełniają dodatkowo nawias Liego.
Przykłady:
- Algebra Liego przestrzeni wektorowej Rn to po prostu Rn z nawiasem Liego zdefiniowanym jako: [A,B]={\displaystyle {\vec {0}}}  (A, B, {\displaystyle {\vec {0}}} – wektory n-wymiarowe o współrzędnych rzeczywistych)

W ogólności nawias Liego jest równy 0 wtedy i tylko wtedy, gdy grupa Liego jest abelowa.
- Algebra Liego pełnej grupy liniowej GL(n,R) macierzy odwracalnych to przestrzeń wektorowa Mn(R) kwadratowych macierzy n×n z nawiasem Liego [A,B]=AB-BA